# Ким Колинс
Ким Колинс (на английски: Kim Collins) е лекоатлет от Сейнт Китс и Невис, спринтьор.
Световен шампион в спринта на 100 метра през 2003 г. Трикратен шампион на Централна Америка в спринта на 100 и 200 метра. Златен медалист в игрите на Британската общност през 2002 г. Знаменосец на Олимпийски игри за своята страна през 2000, 2004 и 2012 г.

## Биография
Роден е на 5 април 1976 г. в Бастер, Сейнт Китс и Невис. Завършва висше образование в Тексаския християнски университет. През 1996 г. участва на първата си олимпиада – в Атланта, където достига втория кръг на квалификационната фаза на 100 метра. Участва и на световните първенства в Атина през 1997 г. и в Севиля през 1999 г., но без особени успехи.
През 2000 г. на Олимпиадата в Сидни за първи път се класира на финал в спринта на 100 m. Ким остава седми, но успехът му е посрещнат като триумф в родината му. Правителството на Сейнт Китс и Невис поема всички разходи за подготовката на спортиста и му издава дипломатически паспорт. През 2001 г. става шампион на 100 и 200 m на първенството на Централна Америка. Същата година на световното първенство в Едмънтън Колинс завоюва първия в историята на Сейнт Китс и Невис медал – бронз на 200 m.
През 2002 г. става шампион в Игрите на Британската общност с резултат 9,98 сек на 100 m. Впоследствие в организма на атлета е открито забраненото вещество салбутамол. След изследвания се оказва, че Колинс е болен от астма и е използвал препарата с лечебна цел. Установява се, че приетото количество не може да повлияе на резултатите на Колинс и спринтьорът запазва титлата си.
Най-големият си успех Колинс постига през 2003 г., когато печели златен медал на световния шампионат в Париж, ставайки първият спортен световен шампион от своята страна. Същата година става шампион на Централна Америка и сребърен медалист от световното първенство в зала. На олимпиадата в Атина през 2004 г. Колинс завършва на шесто място.
На световното първенство в Хелзинки през 2005 г. атлетът не успява да защити световната си титла, оставайки трети след фотошиниш. През 2008 г. печели сребърен медал на световното първенство в зала във Валенсия на 60 m и остава шести във финалната серия на 100 m на олимпиадата в Пекин. През 2009 г. слага край на кариерата си.
През 2011 г. се завръща на пистата с четвърто място на турнир в Глазгоу. Скоро след това печели турнира в зала „Руска зима“ в Москва. На световното първенство в Даегу същата година завоюва бронзов медал в спринта на 100 m и допринася за бронза на щафетата на Сейнт Китс и Невис в дисциплината 4x100 m.
През 2012 г. Колинс е знаменосец на своята страна на трета олимпиада – тази в Лондон. Спринтьорът обаче не записва участие в самите игри, тъй като е отстранен от отбора поради слаба форма. През 2013 г. на Диамантената лига поставя нов национален рекорд с резултат 9,97 сек. На 20 юли 2014 г. Ким счупва своя рекорд, като финишира с време 9,96 сек.
На 29 май 2016 г. 40-годишният Колинс поставя нов личен рекорд с време 9,93 сек. Така той става първият мъж на тази възраст, който слиза под 10 секунди.

## Успехи
- Световен шампион – 2003
- Бронзов медалист от световни първенства – 2003, 2005, 2011
- Сребърен медалист от световни първенства в зала – 2003, 2008
- Континентална купа – 2014
- Шампион на Централна Америка – 2001 (100 и 200 m), 2003 (100 m)
- Игри на Британската общност – 2002